# مارکوو وگون
مارکوو وگون (به لاتین: Markowy Wygon) یک روستا در لهستان است که در گمینا شوجاوووو واقع شده‌است. مارکوو وگون ۱۱ نفر جمعیت دارد.